# 李熙俊
李熙俊（韓語：이희준，1979年6月29日—），或譯李熙峻，韓國男演員，2012年因出演高收視的電視劇《順藤而上的你》千在勇一角而走紅。

## 個人生活
2014年出演電視劇《宥娜的街》與女主角金玉彬假戲真做而交往，但於2015年4月分手。
2015年8月，傳出與籃球選手出身的模特兒李惠貞熱戀中，雙方的經紀公司也承認此消息的真實性，兩人在2016年四月結婚。

## 演出作品

### 電視／網路劇
- 2007年：MBC《順其自然》
- 2011年：KBS《公主的男人》飾演 孔七九
- 2012年：KBS《暴力羅曼史》飾演 高在曉
- 2012年：KBS《順藤而上的你》飾演 千在勇
- 2012年：KBS《田禹治》飾演 馬姜霖
- 2013年：KBS《職場之神》飾演 武廷翰
- 2014年：JTBC《宥娜的街》飾演 金昌萬
- 2016年：SBS《藍色海洋的傳說》飾演 趙南斗／朴武
- 2017年：tvN《世上最美麗的離別》飾演 仁哲
- 2018年：OCN《Mistresses》飾演 韓尚勳
- 2021年：tvN《黑道律師文森佐》 飾演 劫匪（特別演出）
- 2021年：tvN《Mouse》飾演 高武治
- 2021年：OCN《Chimera》飾演 李鐘業
- 2022年：tvN《明星經紀人生存記》飾演 李熙俊
- 2024年：Netflix《殺人者的難堪》飾演 宋村
- 2024年：Disney+《支配物種》飾演 鮮于宰
- 2025年：SBS《我的完美秘書》飾演 權彼得（友情客串）
- 2025年：Netflix《惡緣》飾演 朴在永
- 2025年：Disney+《血谜拼图》飾演 姜治穆（特別出演）
- 待定：JTBC《直到天亮》

### 電影
- 2007年：《密陽》
- 2007年：《影子》
- 2008年：《掠奪者們》
- 2009年：《天敵》飾演 聖益
- 2010年：《神鬼交易》飾演 南亨思
- 2010年：《黃海》飾演 博恩警察2
- 2010年：《心跳》飾演 藥劑師
- 2011年：《白鯨》
- 2011年：《快遞驚魂》
- 2011年：《特別搜查本部》飾演 李根秀
- 2012年：《與犯罪的戰爭：壞傢伙的全盛時代》
- 2012年：《火車》飾演 羅勝柱
- 2012年：《車警官》飾演 慶碩
- 2013年：《親愛的海豚》飾演 赫根
- 2013年：《流感》飾演 炳基
- 2013年：《結婚前夕》飾演 高大福
- 2014年：《海霧》飾演 昌旭
- 2015年：《想念哥哥》飾演 葛勾利
- 2016年：《機器人，聲音（朝鲜语：로봇, 소리）》飾演 申振浩
- 2016年：《最糟糕的一天》飾演 允哲
- 2017年：《女教師》飾演 表尚禹
- 2017年：《美玉（朝鲜语：미옥）》飾演 崔大植
- 2017年：《1987：黎明到來的那一天》飾演 尹記者
- 2018年：《麻药王》飾演 崔振弼
- 2018年：《白小姐》飾演 張燮
- 2018年：《未成年（朝鲜语：미성년 (2019년 영화)）》飾演 允兒的爸爸
- 2020年：《南山的部長們》飾演 郭尚川
- 2022年：《旁觀者們》短篇 飾演 金洛洙
- 2024年：《乌有之地》饰演 梁基秀
- 2024年：《找死凶宅》飾演 朴塽邱
- 2024年：《波哥大：最后的机会之地》飾演 洙榮

## 獲獎
- 2011年：KBS演技大賞—男子特輯單幕劇獎
- 2012年：第5屆韓國電視劇節—男子優秀賞、評審委員特別獎《順藤而上的你》
- 2012年：KBS演技大賞—男子新人獎《順藤而上的你》、《田禹治》；最佳情侶獎《順藤而上的你》（與趙胤熙）
- 2013年：第49屆百想藝術大獎—TV部門 男子新人演技獎《順藤而上的你》
- 2020年：第29屆釜日電影獎—最佳男配角《南山的部長們》
- 2024年：第44届韩国电影评论家协会奖—最佳男主角《找死凶宅》
- 2024年：第44届黄金摄影奖—评委特别奖《找死凶宅》[1]

## 外部連結
- 李熙俊的Instagram帳戶
- 李熙俊在NAVER上的资料
- 李熙俊在Daum上的资料
- 李熙俊在HanCinema的頁面（英文）